# Puerto Iguazú
Puerto Iguazú ist eine 1901 gegründete Kleinstadt an der Triple Frontera, dem Dreiländerdreieck zwischen Argentinien, Brasilien und Paraguay.

## Geografie

### Lage
Die Stadt liegt in der argentinischen Provinz Misiones an der Mündung des Río Iguazú in den Río Paraná. Bekannt ist die Kleinstadt hauptsächlich wegen der etwa 18 Kilometer entfernt gelegenen Iguaçu-Wasserfälle (Cataratas de Iguazú) im angrenzenden Nationalparkgebiet.

### Stadtgliederung
Das Stadtgebiet ist in drei Pfarrgemeinden aufgeteilt: In die Gemeinden Virgen del Carmen (Pfarrei des Bischofssitzes des Bistums Puerto Iguazú), Christo Redentor und San Roque González.

## Kultur und Sehenswürdigkeiten
Haupteinnahmequelle der Stadt ist das Tourismusgeschäft. So ist das Stadtbild im Ortskern und am Ortseingang von zahlreichen Hotels und Restaurants geprägt. Außerhalb des unmittelbaren Zentrums weicht der touristische Eindruck einem durchschnittlichen, teils verarmten provinziellen Stadtbild.
Touristischer Anziehungspunkt des Ortes ist neben dem Nationalpark und den Wasserfällen der Aussichtspunkt tres hitos („Drei Grenzsteine“). Dieser Punkt bietet einen Rundblick über die Mündung des Iguazú in den Paraná und somit über die angrenzenden Ufer auf paraguayischer bzw. brasilianischer Seite. Jedes der drei Ufer ist jeweils ebenfalls mit einem übergroßen Grenzstein in den Landesfarben gekennzeichnet.

## Klima
Das Klimagebiet ist subtropisch. Eine Trockenzeit gibt es nicht. Die Jahresdurchschnittstemperatur beträgt etwa 24 °C.

## Verkehr
Die Anbindung der Stadt besteht über den etwa zehn Kilometer entfernt gelegenen Flughafen. Die internationale Brücke Puente Internacional Tancredo Neves verbindet die argentinische Fernstraße Ruta National 12 (Verbindung mit der Provinzhauptstadt Posadas, ca. 250 km südlich) mit der brasilianischen BR-469 (Verbindung zur brasilianischen Nachbarstadt Foz do Iguaçu, etwa 15 km nördlich).

## Städtepartnerschaften
- Mit den beiden Nachbarstädten im Dreiländereck, Ciudad del Este in Paraguay und Foz do Iguaçu in Brasilien, bestehen Städtepartnerschaften.[1]